# Liste représentative du patrimoine culturel immatériel de l'humanité
La liste représentative du patrimoine culturel immatériel de l'humanité est une mesure de sauvegarde internationale du patrimoine culturel immatériel (PCI) qui figure dans la convention pour la sauvegarde du patrimoine culturel immatériel adoptée par l'UNESCO en 2003. La sauvegarde internationale du PCI s'organise également autour de la liste du patrimoine immatériel nécessitant une sauvegarde urgente et du registre des meilleures pratiques de sauvegarde.
En 2008, 90 pratiques – anciennement chefs-d'œuvre – sont inscrites sur cette liste,. Puis de 2009 à 2014, ce sont 224 pratiques qui la complètent, soit un total de 314 éléments sur la liste.

## Critères d'inscription sur la liste
« Dans les dossiers de candidature, il est demandé aux États parties soumissionnaires de démontrer qu'un élément proposé pour l'inscription répond à l'ensemble des critères suivants :
- R.1 L'élément est constitutif du patrimoine culturel immatériel tel que défini à l'article 2 de la Convention.
- R.2 L'inscription de l'élément contribuera à assurer la visibilité, la prise de conscience de l'importance du patrimoine culturel immatériel et à favoriser le dialogue, reflétant ainsi la diversité culturelle du monde entier et témoignant de la créativité humaine.
- R.3 Des mesures de sauvegarde qui pourraient permettre de protéger et de promouvoir l'élément sont élaborées.
- R.4 L'élément a été soumis au terme de la participation la plus large possible de la communauté, du groupe ou, le cas échéant, des individus concernés et avec leur consentement libre, préalable et éclairé.
- R.5 L'élément figure dans un inventaire du patrimoine culturel immatériel présent sur le territoire de(s) (l') État(s) partie(s) soumissionnaire(s), tel que défini dans les articles 11 et 12 de la Convention[4]. »

## Éléments inscrits sur la liste
| Intitulé officiel | Pays | Date de proclamation ou première inscription | Date récente d'inscription | Note                | Référence |
| --- | --- | -------------------------------------------- | -------------------------- | ------------------- | --------- |
| La langue, la danse et la musique des Garifuna | Belize – Guatemala – Honduras – Nicaragua | 2001                                         | 2008                       |                     | 00001     |
| Le patrimoine oral Gèlèdé | Bénin – Nigeria – Togo | 2001                                         | 2008                       |                     | 00002     |
| Le carnaval d'Oruro | Bolivie | 2001                                         | 2008                       |                     | 00003     |
| L'opéra Kun Qu | Chine | 2001                                         | 2008                       |                     | 00004     |
| Le Gbofe d'Afounkaha – la musique des trompes traversières de la communauté Tagbana | Côte d'Ivoire | 2001                                         | 2008                       |                     | 00005     |
| L'espace culturel de la Fraternité du Saint-Esprit des congos de Villa Mella | République dominicaine | 2001                                         | 2008                       |                     | 00006     |
| Le patrimoine oral et les manifestations culturelles du peuple Zápara | Équateur – Pérou | 2001                                         | 2008                       |                     | 00007     |
| Le chant polyphonique géorgien | Géorgie | 2001                                         | 2008                       |                     | 00008     |
| L'espace culturel du Sosso-Bala | Guinée | 2001                                         | 2008                       |                     | 00009     |
| Le théâtre sanscrit, Kutiyattam | Inde | 2001                                         | 2008                       |                     | 00010     |
| Le théâtre de marionnettes sicilien Opera dei Pupi | Italie | 2001                                         | 2008                       |                     | 00011     |
| Le théâtre Nôgaku | Japon | 2001                                         | 2008                       |                     | 00012     |
| La création et le symbolisme des croix (en) | Lituanie | 2001                                         | 2008                       |                     | 00013     |
| L'espace culturel de la place Jemaa el-Fna | Maroc | 2001                                         | 2008                       |                     | 00014     |
| Le Hudhud, récits chantés des Ifugao | Philippines | 2001                                         | 2008                       |                     | 00015     |
| Le rituel royal ancestral du sanctuaire de Jongmyo et sa musique | Corée du Sud | 2001                                         | 2008                       |                     | 00016     |
| L'espace culturel et la culture orale des Semeiskie | Russie | 2001                                         | 2008                       |                     | 00017     |
| Le mystère d'Elche | Espagne | 2001                                         | 2008                       |                     | 00018     |
| L'espace culturel du district de Boysun | Ouzbékistan | 2001                                         | 2008                       |                     | 00019     |
| Le carnaval de Binche | Belgique | 2003                                         | 2008                       |                     | 00033     |
| L'art des Meddah, conteurs publics | Turquie | 2003                                         | 2008                       |                     | 00037     |
| Le mugham azerbaïdjanais | Azerbaïdjan | 2003                                         | 2008                       |                     | 00039     |
| L'espace culturel de Kihnu | Estonie | 2003                                         | 2008                       |                     | 00042     |
| La cosmovision andine des Kallawaya | Bolivie | 2003                                         | 2008                       |                     | 00048     |
| Les expressions orales et graphiques des Wajapi | Brésil | 2003                                         | 2008                       |                     | 00049     |
| Le carnaval de Barranquilla | Colombie | 2003                                         | 2008                       |                     | 00051     |
| La Tumba Francesa | Cuba | 2003                                         | 2008                       |                     | 00052     |
| Les traditions des Marrons de Moore Town | Jamaïque | 2003                                         | 2008                       |                     | 00053     |
| Les fêtes indigènes dédiées aux morts | Mexique | 2003                                         | 2008                       |                     | 00054     |
| Le Ballet royal du Cambodge | Cambodge | 2003                                         | 2008                       |                     | 00060     |
| Le Guqin et sa musique | Chine | 2003                                         | 2008                       |                     | 00061     |
| La tradition du chant védique | Inde | 2003                                         | 2008                       |                     | 00062     |
| Le théâtre de marionnettes wayang | Indonésie | 2003                                         | 2008                       |                     | 00063     |
| Le théâtre de marionnettes Ningyo Johruri Bunraku | Japon | 2003                                         | 2008                       |                     | 00064     |
| L'art des Akyn, conteurs épiques Kirghiz | Kirghizistan | 2003                                         | 2008                       |                     | 00065     |
| La musique traditionnelle du Morin Khuur | Mongolie | 2003                                         | 2008                       |                     | 00068     |
| Les chants épiques Pansori | Corée du Sud | 2003                                         | 2008                       |                     | 00070     |
| Lakalaka, danses et discours chantés du Tonga | Tonga | 2003                                         | 2008                       |                     | 00072     |
| Les dessins sur le sable de Vanuatu | Vanuatu | 2003                                         | 2008                       |                     | 00073     |
| Le Nha Nhac, musique de cour vietnamienne | Vietnam | 2003                                         | 2008                       |                     | 00074     |
| L'épopée Al-Sirah al-Hilaliyyah | Égypte | 2003                                         | 2008                       |                     | 00075     |
| Le maqâm iraquien | Irak | 2003                                         | 2008                       |                     | 00076     |
| Le chant de Sana'a | Yémen | 2003                                         | 2008                       |                     | 00077     |
| Le savoir-faire du travail du bois des Zafimaniry | Madagascar | 2003                                         | 2008                       |                     | 00080     |
| Les chants polyphoniques des pygmées Aka de Centrafrique | République centrafricaine | 2003                                         | 2008                       |                     | 00082     |
| Les célébrations de chants et danses baltes | Estonie – Lettonie – Lituanie | 2003                                         | 2008                       |                     | 00087     |
| La musique Shashmaqom | Ouzbékistan – Tadjikistan | 2003                                         | 2008                       |                     | 00089     |
| Le rituel du Căluş | Roumanie | 2005                                         | 2008                       |                     | 00090     |
| Le Duduk et sa musique | Arménie | 2005                                         | 2008                       |                     | 00092     |
| Les Babi de Bistritsa - polyphonie, danses et pratiques rituelles archaïques de la région de Shoplouk (en)                                                                                  | Bulgarie | 2005                                         | 2008                       |                     | 00095     |
| La Fujara et sa musique | Slovaquie | 2005                                         | 2008                       |                     | 00099     |
| Le Sema, cérémonie Mevlevi | Turquie | 2005                                         | 2008                       |                     | 00100     |
| La Samba de Roda du Recôncavo de Bahia | Brésil | 2005                                         | 2008                       |                     | 00101     |
| L'espace culturel de Palenque de San Basilio | Colombie | 2005                                         | 2008                       |                     | 00102     |
| Les traditions pastorales et les chars à bœufs du Costa Rica (en) | Costa Rica | 2005                                         | 2008                       |                     | 00103     |
| La tradition du théâtre dansé Cocolo | République dominicaine | 2005                                         | 2008                       |                     | 00104     |
| Les chants des Baul | Bangladesh | 2005                                         | 2008                       |                     | 00107     |
| Le Sbek Thom, théâtre d'ombres khmer | Cambodge | 2005                                         | 2008                       |                     | 00108     |
| Le muqam ouïgour du Xinjiang | Chine | 2005                                         | 2008                       |                     | 00109     |
| Ramlila - représentation traditionnelle du Ramayana | Inde | 2005                                         | 2008                       |                     | 00110     |
| El Güegüense | Nicaragua | 2005                                         | 2008                       |                     | 00111     |
| Le Kris indonésien | Indonésie | 2005                                         | 2008                       |                     | 00112     |
| Le festival Danoje de Gangneung | Corée du Sud | 2005                                         | 2008                       |                     | 00114     |
| L'Urtiin Duu - chants longs traditionnels populaires | Mongolie – Chine | 2005                                         | 2008                       |                     | 00115     |
| L'espace de la culture des Gongs | Vietnam | 2005                                         | 2008                       |                     | 00120     |
| L'Ahellil du Gourara | Algérie | 2005                                         | 2008                       |                     | 00121     |
| L'espace culturel des Bedu de Petra et Wadi Rum | Jordanie | 2005                                         | 2008                       |                     | 00122     |
| La Hikaye palestinienne | Palestine | 2005                                         | 2008                       |                     | 00124     |
| L'espace culturel du yaaral et du degal | Mali | 2005                                         | 2008                       |                     | 00132     |
| Le Chopi Timbila | Mozambique | 2005                                         | 2008                       |                     | 00133     |
| La fabrication des tissus d'écorce en Ouganda | Ouganda | 2005                                         | 2008                       |                     | 00139     |
| La mascarade Makishi | Zambie | 2005                                         | 2008                       |                     | 00140     |
| Le Gule Wamkulu | Malawi – Mozambique – Zambie | 2005                                         | 2008                       |                     | 00142     |
| Le Kankurang, rite d'initiation mandingue | Gambie – Sénégal | 2005                                         | 2008                       |                     | 00143     |
| La tradition du théâtre dansé Rabinal Achí | Guatemala | 2005                                         | 2008                       |                     | 00144     |
| L'Olonkho, épopée héroïque iakoute | Russie | 2005                                         | 2008                       |                     | 00145     |
| Le système de divination Ifa | Nigeria | 2005                                         | 2008                       |                     | 00146     |
| Slovácko Verbuňk, la danse des recrues | République tchèque | 2005                                         | 2008                       |                     | 00147     |
| Géants et dragons processionnels de Belgique et de France | Belgique – France | 2005                                         | 2008                       |                     | 00153     |
| L'isopolyphonie populaire albanaise | Albanie | 2005                                         | 2008                       |                     | 00155     |
| La Patum de Berga | Espagne | 2005                                         | 2008                       |                     | 00156     |
| Le Vimbuza, danse de guérison | Malawi | 2005                                         | 2008                       |                     | 00158     |
| L'épopée Darangen des Maranao du lac Lanao | Philippines | 2005                                         | 2008                       |                     | 00159     |
| La danse des masques des tambours de Drametse | Bhoutan | 2005                                         | 2008                       |                     | 00161     |
| Le théâtre Kabuki | Japon | 2005                                         | 2008                       |                     | 00163     |
| Le Canto a tenore, chant pastoral sarde | Italie | 2005                                         | 2008                       |                     | 00165     |
| Taquile et son art textile | Pérou | 2005                                         | 2008                       |                     | 00166     |
| Le théâtre Mak Yong | Malaisie | 2005                                         | 2008                       |                     | 00167     |
| Le Moussem de Tan-Tan | Maroc | 2005                                         | 2008                       |                     | 00168     |
| La danse Mbende Jerusarema | Zimbabwe | 2005                                         | 2008                       |                     | 00169     |
| Le Batik indonésien | Indonésie | 2009                                         | 2009                       |                     | 00170     |
| Les tribunaux d'irrigants du bassin méditerranéen espagnol : le Conseil des bons hommes de la plaine de Murcie et le Tribunal des eaux de la plaine de Valence                              | Espagne | 2009                                         | 2009                       |                     | 00171     |
| Le langage sifflé de l'île de la Gomera (îles Canaries), le Silbo Gomero | Espagne | 2009                                         | 2009                       |                     | 00172     |
| Le Leelo seto, tradition chorale polyphonique seto | Estonie | 2009                                         | 2009                       |                     | 00173     |
| Les lieux de mémoire et traditions vivantes du peuple Otomí-Chichimecas de Tolimán : la Peña de Bernal, gardienne d'un territoire sacré                                                     | Mexique | 2009                                         | 2009                       |                     | 00174     |
| La cérémonie rituelle des Voladores | Mexique | 2009                                         | 2009                       |                     | 00175     |
| La tradition Âşıklık (de l'art des trouvères) | Turquie | 2009                                         | 2009                       |                     | 00179     |
| Le Karagöz | Turquie | 2009                                         | 2009                       |                     | 00180     |
| Le Candombe et son espace socioculturel : une pratique communautaire | Uruguay | 2009                                         | 2009                       |                     | 00182     |
| Les chants populaires Quan Họ de Bắc Ninh | Vietnam | 2009                                         | 2009                       |                     | 00183     |
| Le Namsadang Nori | Corée du Sud | 2009                                         | 2009                       |                     | 00184     |
| Le Yeongsanjae | Corée du Sud | 2009                                         | 2009                       |                     | 00186     |
| Le rite Yeongdeunggut de Chilmeoridang à Cheju (en) | Corée du Sud | 2009                                         | 2009                       |                     | 00187     |
| Le Ganggangsullae | Corée du Sud | 2009                                         | 2009                       |                     | 00188     |
| Le Cheoyongmu | Corée du Sud | 2009                                         | 2009                       |                     | 00189     |
| La réfection septennale du toit du Kamablon, case sacrée de Kangaba | Mali | 2009                                         | 2009                       |                     | 00190     |
| Le Nestinarstvo, messages du passé : le panagyr des saints Constantin et Hélène dans le village de Bulgari (en)                                                                             | Bulgarie | 2009                                         | 2009                       |                     | 00191     |
| La Doïna (en) | Roumanie | 2009                                         | 2009                       |                     | 00192     |
| Le masque Ijele | Nigeria | 2009                                         | 2009                       |                     | 00194     |
| La sériciculture et l'artisanat de la soie en Chine | Chine | 2009                                         | 2009                       |                     | 00197     |
| Le Nanyin | Chine | 2009                                         | 2009                       |                     | 00199     |
| L'artisanat du brocart Yunjin de Nanjing | Chine | 2009                                         | 2009                       |                     | 00200     |
| Les techniques artisanales traditionnelles de fabrication du papier Xuan | Chine | 2009                                         | 2009                       |                     | 00201     |
| Le grand chant du groupe ethnique Dong | Chine | 2009                                         | 2009                       |                     | 00202     |
| L'opéra Yueju | Chine | 2009                                         | 2009                       |                     | 00203     |
| La tradition épique du Gesar | Chine | 2009                                         | 2009                       |                     | 00204     |
| La technique de cuisson traditionnelle du céladon de Longquan | Chine | 2009                                         | 2009                       |                     | 00205     |
| Les arts Regong | Chine | 2009                                         | 2009                       |                     | 00207     |
| L'opéra tibétain | Chine | 2009                                         | 2009                       |                     | 00208     |
| Le Manas | Chine | 2009                                         | 2009                       |                     | 00209     |
| L'art mongol du chant Khoomei | Chine | 2009                                         | 2009                       |                     | 00210     |
| Le Hua'er | Chine | 2009                                         | 2009                       |                     | 00211     |
| L'ensemble d'instruments à vent et à percussion de Xi'an | Chine | 2009                                         | 2009                       |                     | 00212     |
| La danse des fermiers du groupe ethnique coréen en Chine | Chine | 2009                                         | 2009                       |                     | 00213     |
| La calligraphie chinoise | Chine | 2009                                         | 2009                       |                     | 00216     |
| L'art de la gravure de sceaux chinois | Chine | 2009                                         | 2009                       |                     | 00217     |
| Le découpage de papier chinois | Chine | 2009                                         | 2009                       |                     | 00219     |
| Les savoir-faire liés à l'architecture traditionnelle chinoise pour les structures à ossature en bois (d)                                                                                   | Chine | 2009                                         | 2009                       |                     | 00223     |
| Le festival du Bateau-Dragon | Chine | 2009                                         | 2009                       |                     | 00225     |
| Le culte et les rituels de Mazu | Chine | 2009                                         | 2009                       |                     | 00227     |
| La technique de la xylogravure chinoise (d) | Chine | 2009                                         | 2009                       |                     | 00229     |
| Le chant et la musique à deux voix dans la gamme istrienne (sr) | Croatie | 2009                                         | 2009                       |                     | 00231     |
| La fête de saint Blaise, saint patron de Dubrovnik (en) | Croatie | 2009                                         | 2009                       |                     | 00232     |
| La fabrication traditionnelle de jouets en bois pour enfants à Hrvatsko Zagorje (sr) | Croatie | 2009                                         | 2009                       |                     | 00233     |
| La procession de printemps des Ljelje/Kraljice (ou reines) de Gorjani | Croatie | 2009                                         | 2009                       |                     | 00235     |
| La procession Za Krizen (« chemin de croix ») sur l'île de Hvar (sr) | Croatie | 2009                                         | 2009                       |                     | 00242     |
| La marche des sonneurs de cloches du carnaval annuel de la région de Kastav (hr) | Croatie | 2009                                         | 2009                       |                     | 00243     |
| La dentellerie en Croatie | Croatie | 2009                                         | 2009                       |                     | 00245     |
| Le Maloya | France | 2009                                         | 2009                       |                     | 00249     |
| La tapisserie d'Aubusson | France | 2009                                         | 2009                       |                     | 00250     |
| La tradition du tracé dans la charpente française | France | 2009                                         | 2009                       |                     | 00251     |
| Les festivités Busó de Mohács : une coutume de carnaval masqué marquant la fin de l'hiver                                                                                                   | Hongrie | 2009                                         | 2009                       |                     | 00252     |
| L'art des Ashiqs d'Azerbaïdjan | Azerbaïdjan | 2009                                         | 2009                       |                     | 00253     |
| La dentelle de Lefkara ou Lefkaritika | Chypre | 2009                                         | 2009                       |                     | 00255     |
| Le Tango (danse et genre musical) | Argentine – Uruguay | 2009                                         | 2009                       |                     | 00258     |
| Les processions de la Semaine sainte à Popayán | Colombie | 2009                                         | 2009                       |                     | 00259     |
| La procession du Saint-Sang à Bruges | Belgique | 2009                                         | 2009                       |                     | 00263     |
| Le Gagaku | Japon | 2009                                         | 2009                       |                     | 00265     |
| L'Ojiya-chijimi, Echigo-jofu : techniques de fabrication du tissu de ramie dans la région d'Uonuma, de la préfecture de Niigata                                                             | Japon | 2009                                         | 2009                       |                     | 00266     |
| Le Sekishu-Banshi : fabrication de papier dans la région d'Iwami de la préfecture de Shimane                                                                                                | Japon | 2009                                         | 2009                       | remplacé            | 00267     |
| Le Hitachi Furyumono (en) | Japon | 2009                                         | 2009                       | remplacé            | 00268     |
| Le Yamahoko, la cérémonie des chars du festival de Gion à Kyoto (nl) | Japon | 2009                                         | 2009                       | remplacé            | 00269     |
| Le Koshikijima no Toshidon | Japon | 2009                                         | 2009                       | remplacé            | 00270     |
| L'Oku-noto no Aenokoto | Japon | 2009                                         | 2009                       |                     | 00271     |
| Le Kagura d'Hayachine | Japon | 2009                                         | 2009                       |                     | 00272     |
| L'Akiu no Taue Odori | Japon | 2009                                         | 2009                       |                     | 00273     |
| Le Chakkirako | Japon | 2009                                         | 2009                       |                     | 00274     |
| Le Dainichido Bugaku | Japon | 2009                                         | 2009                       |                     | 00275     |
| Le Daimokutate | Japon | 2009                                         | 2009                       |                     | 00276     |
| La danse traditionnelle Ainu | Japon | 2009                                         | 2009                       |                     | 00278     |
| Le Radif de la musique iranienne | Iran | 2009                                         | 2009                       |                     | 00279     |
| Le Ramman : festival religieux et théâtre rituel du Garhwal, dans l'Himalaya, en Inde | Inde | 2009                                         | 2009                       |                     | 00281     |
| Le carnaval de Negros y Blancos | Colombie | 2009                                         | 2009                       |                     | 00287     |
| Le Katta Ashula | Ouzbékistan | 2009                                         | 2009                       |                     | 00288     |
| La Charte du Mandén, proclamée à Kouroukan Fouga | Mali | 2009                                         | 2009                       |                     | 00290     |
| La danse Chhau | Inde | 2010                                         | 2010                       |                     | 00337     |
| Les chants et danses populaires Kalbelia du Rajasthan | Inde | 2010                                         | 2010                       |                     | 00340     |
| Le Mudiyettu, théâtre rituel et drame dansé du Kerala | Inde | 2010                                         | 2010                       |                     | 00345     |
| L'art du pain d'épices en Croatie du Nord | Croatie | 2010                                         | 2010                       |                     | 00356     |
| Le Sinjska Alka, un tournoi de chevalerie à Sinj | Croatie | 2010                                         | 2010                       |                     | 00357     |
| Le chant de la Sibylle de Majorque | Espagne | 2010                                         | 2010                       |                     | 00360     |
| Le Flamenco | Espagne | 2010                                         | 2010                       |                     | 00363     |
| Les tours humaines | Espagne | 2010                                         | 2010                       |                     | 00364     |
| Al-Bar'ah, musique et danse des vallées du Dhofar d'Oman | Oman | 2010                                         | 2010                       |                     | 00372     |
| L'art dramatique rituel du Ta‘zīye | Iran | 2010                                         | 2010                       |                     | 00377     |
| Les rituels du Pahlevani et du Zoorkhanei | Iran | 2010                                         | 2010                       |                     | 00378     |
| La musique des Bakhshis du Khorasan | Iran | 2010                                         | 2010                       |                     | 00381     |
| Les savoir-faire traditionnels du tissage des tapis du Fars | Iran | 2010                                         | 2010                       |                     | 00382     |
| Les savoir-faire traditionnels du tissage des tapis à Kashan | Iran | 2010                                         | 2010                       |                     | 00383     |
| Le Semah, rituel Alevi-Bektaşi | Turquie | 2010                                         | 2010                       |                     | 00384     |
| Les rencontres traditionnelles Sohbet | Turquie | 2010                                         | 2010                       |                     | 00385     |
| Le festival de lutte à l'huile de Kırkpınar | Turquie | 2010                                         | 2010                       |                     | 00386     |
| L'art traditionnel du tissage du tapis azerbaïdjanais en république d'Azerbaïdjan | Azerbaïdjan | 2010                                         | 2010                       |                     | 00389     |
| La Huaconada, danse rituelle de Mito | Pérou | 2010                                         | 2010                       |                     | 00390     |
| La danse des ciseaux | Pérou | 2010                                         | 2010                       |                     | 00391     |
| La procession dansante d'Echternach | Luxembourg | 2010                                         | 2010                       |                     | 00392     |
| L'Angklung indonésien | Indonésie | 2010                                         | 2010                       |                     | 00393     |
| Le Naadam, festival traditionnel mongol | Mongolie | 2010                                         | 2010                       |                     | 00395     |
| L'art traditionnel du Khöömei mongol | Mongolie | 2010                                         | 2010                       |                     | 00396     |
| Les défilés de porte-à-porte et masques des Jours gras dans les villages de la région de Hlinecko (sr)                                                                                      | République tchèque | 2010                                         | 2010                       |                     | 00397     |
| La Pirekua, chant traditionnel des P'urhépecha | Mexique | 2010                                         | 2010                       |                     | 00398     |
| Les Parachicos dans la fête traditionnelle de janvier à Chiapa de Corzo | Mexique | 2010                                         | 2010                       |                     | 00399     |
| La cuisine traditionnelle mexicaine - culture communautaire, vivante et ancestrale, le paradigme de Michoacán                                                                               | Mexique | 2010                                         | 2010                       |                     | 00400     |
| Les Krakelingen et le Tonnekensbrand, fête du feu et du pain de la fin de l'hiver à Grammont                                                                                                | Belgique | 2010                                         | 2010                       |                     | 00401     |
| Houtem Jaarmarkt, foire annuelle d'hiver et marché aux bestiaux à Hautem-Saint-Liévin | Belgique | 2010                                         | 2010                       |                     | 00403     |
| Le Kumiodori, théâtre traditionnel musical d'Okinawa | Japon | 2010                                         | 2010                       |                     | 00405     |
| Le Yuki-tsumugi, technique de production de soierie | Japon | 2010                                         | 2010                       |                     | 00406     |
| L'opéra de Pékin | Chine | 2010                                         | 2010                       |                     | 00418     |
| L'acupuncture et la moxibustion de la médecine traditionnelle chinoise | Chine | 2010                                         | 2010                       |                     | 00425     |
| Les Sutartinės, chants lituaniens à plusieurs voix | Lituanie | 2010                                         | 2010                       |                     | 00433     |
| L'art des croix de pierre arméniennes. Symbolisme et savoir-faire des Khatchkars | Arménie | 2010                                         | 2010                       |                     | 00434     |
| Le système normatif Wayuu, appliqué par le Pütchipü'üi (palabrero) | Colombie | 2010                                         | 2010                       |                     | 00435     |
| Le repas gastronomique des Français | France | 2010                                         | 2010                       |                     | 00437     |
| Le savoir-faire de la dentelle au point d'Alençon | France | 2010                                         | 2010                       |                     | 00438     |
| Le compagnonnage, réseau de transmission des savoirs et des identités par le métier | France | 2010                                         | 2010                       |                     | 00441     |
| Les fêtes de Gióng des temples de Phù Ðông et de Sóc | Vietnam | 2010                                         | 2010                       |                     | 00443     |
| Le Gagok, cycles de chant lyrique accompagnés d'un orchestre | Corée du Sud | 2010                                         | 2010                       |                     | 00444     |
| Le Daemokjang, architecture traditionnelle en bois | Corée du Sud | 2010                                         | 2010                       |                     | 00461     |
| La pratique du chant et de la musique bećarac de Croatie orientale | Croatie | 2011                                         | 2011                       |                     | 00358     |
| Le Nijemo Kolo, ronde dansée silencieuse de l'arrière-pays dalmate | Croatie | 2011                                         | 2011                       |                     | 00359     |
| La tradition cérémonielle du Keşkek | Turquie | 2011                                         | 2011                       |                     | 00388     |
| Le répertoire du rituel des classes d'âge de Louvain | Belgique | 2011                                         | 2011                       |                     | 00404     |
| Le Mibu no Hana Taue, rituel du repiquage du riz à Mibu, Hiroshima | Japon | 2011                                         | 2011                       |                     | 00411     |
| Le Sada Shin Noh, danse sacrée au sanctuaire de Sada, Shimane | Japon | 2011                                         | 2011                       |                     | 00412     |
| Le théâtre d'ombres chinoises | Chine | 2011                                         | 2011                       |                     | 00421     |
| L'équitation de tradition française | France | 2011                                         | 2011                       |                     | 00440     |
| Le Jultagi, marche sur corde raide | Corée du Sud | 2011                                         | 2011                       |                     | 00448     |
| Le Taekkyeon, un art martial traditionnel coréen | Corée du Sud | 2011                                         | 2011                       |                     | 00452     |
| Le tissage du Mosi (ramie fine) dans la région de Hansan | Corée du Sud | 2011                                         | 2011                       |                     | 00453     |
| Le Tsiattista, duel poétique | Chypre | 2011                                         | 2011                       |                     | 00536     |
| Le Fado, chant populaire urbain du Portugal | Portugal | 2011                                         | 2011                       |                     | 00563     |
| La Chevauchée des Rois dans le sud-est de la République tchèque | République tchèque | 2011                                         | 2011                       |                     | 00564     |
| Le pèlerinage au sanctuaire du seigneur de Qoyllurit'i | Pérou | 2011                                         | 2011                       |                     | 00567     |
| Le savoir traditionnel des chamanes jaguars de Yuruparí | Colombie | 2011                                         | 2011                       |                     | 00574     |
| Le Mariachi, musique à cordes, chant et trompette | Mexique | 2011                                         | 2011                       |                     | 00575     |
| La fête de « la Mare de Déu de la Salut » d'Algemesí | Espagne | 2011                                         | 2011                       |                     | 00576     |
| Le Nachi no Dengaku, art religieux du spectacle pratiqué lors de la « fête du feu de Nachi »                                                                                                | Japon | 2012                                         | 2012                       |                     | 00413     |
| L'Arirang, chant lyrique traditionnel en république de Corée | Corée du Sud | 2012                                         | 2012                       |                     | 00445     |
| Les rituels Qālišuyān de Mašhad-e Ardehāl à Kāšān (ru) | Iran | 2012                                         | 2012                       |                     | 00580     |
| Le frevo, arts du spectacle du Carnaval de Recife | Brésil | 2012                                         | 2012                       |                     | 00603     |
| Le savoir-faire de la céramique traditionnelle de Horezu (ro) | Roumanie | 2012                                         | 2012                       |                     | 00610     |
| L'Ichapekene Piesta, la plus grande fête de Saint Ignace de Moxos (es) | Bolivie | 2012                                         | 2012                       |                     | 00627     |
| L'art populaire des Matyó, la broderie d'une communauté traditionnelle | Hongrie | 2012                                         | 2012                       |                     | 00633     |
| Diables danseurs du Corpus Christi du Venezuela | Venezuela | 2012                                         | 2012                       |                     | 00639     |
| Le Festival de Saint François d'Assise (es), Quibdó | Colombie | 2012                                         | 2012                       |                     | 00640     |
| Le festival des cerises de Sefrou | Maroc | 2012                                         | 2012                       |                     | 00641     |
| Les festivités du Mesir Macunu (d) | Turquie | 2012                                         | 2012                       |                     | 00642     |
| Les rites et les savoir-faire artisanaux associés à la tradition du costume nuptial de Tlemcen                                                                                              | Algérie | 2012                                         | 2012                       |                     | 00668     |
| Les marches de l'Entre-Sambre-et-Meuse | Belgique | 2012                                         | 2012                       |                     | 00670     |
| La facture et la pratique musicale du tar, instrument à cordes à long manche | Azerbaïdjan | 2012                                         | 2012                       |                     | 00671     |
| Le fest-noz, rassemblement festif basé sur la pratique collective des danses traditionnelles de Bretagne                                                                                    | France | 2012                                         | 2012                       |                     | 00707     |
| Le savoir-faire traditionnel du violon à Crémone | Italie | 2012                                         | 2012                       |                     | 00719     |
| Schemenlaufen, le carnaval d'Imst, Autriche (de) | Autriche | 2012                                         | 2012                       |                     | 00726     |
| Le tissage traditionnel du chapeau de paille toquilla équatorien | Équateur | 2012                                         | 2012                       |                     | 00729     |
| Le culte des rois Hùng à Phú Thọ | Vietnam | 2012                                         | 2012                       |                     | 00735     |
| L'interprétation de l'épopée arménienne « Les enragés de Sassoun » ou « David de Sassoun »                                                                                                  | Arménie | 2012                                         | 2012                       |                     | 00743     |
| Al-Taghrooda, poésie chantée traditionnelle des Bédouins dans les Émirats arabes unis et le Sultanat d'Oman (d)                                                                             | Émirats arabes unis – Oman | 2012                                         | 2012                       |                     | 00744     |
| La klapa, chant à plusieurs voix de Dalmatie, Croatie méridionale | Croatie | 2012                                         | 2012                       |                     | 00746     |
| Le chant bouddhique du Ladakh : récitation de textes sacrés bouddhiques dans la région transhimalayenne du Ladakh, Jammu-et-Cachemire, Inde (d)                                             | Inde | 2012                                         | 2012                       |                     | 00839     |
| La fête des patios de Cordoue | Espagne | 2012                                         | 2012                       |                     | 00846     |
| Pratiques et expressions culturelles liées au balafon des communautés Sénoufo du Mali, du Burkina Faso et de Côte d'Ivoire                                                                  | Mali – Burkina Faso - Côte d'Ivoire | 2012                                         | 2012                       |                     | 00849     |
| Al ‘azi, élégie, marche processionnelle et poésie | Oman | 2012                                         | 2012                       |                     | 00850     |
| Les connaissances, savoir-faire et rituels liés à la rénovation annuelle du pont Q'eswachaka                                                                                                | Pérou | 2013                                         | 2013                       |                     | 00594     |
| Círio de Nazaré (Le Cierge de Notre-Dame de Nazareth) à Belém, dans l'État du Pará | Brésil | 2013                                         | 2013                       |                     | 00602     |
| La culture et la tradition du café turc | Turquie | 2013                                         | 2013                       |                     | 00645     |
| Le pèlerinage annuel au mausolée de Sidi ‘Abd el-Qader Ben Mohammed dit « Sidi Cheikh » | Algérie | 2013                                         | 2013                       |                     | 00660     |
| La pêche aux crevettes à cheval à Oostduinkerke | Belgique | 2013                                         | 2013                       |                     | 00673     |
| Les processions de structures géantes portées sur les épaules | Italie | 2013                                         | 2013                       |                     | 00721     |
| L'art du đờn ça tài tử, musique et chants, dans le sud du Viet Nam | Vietnam | 2013                                         | 2013                       |                     | 00733     |
| La fête des Quarante saints martyrs à Chtip (d) | Macédoine du Nord | 2013                                         | 2013                       |                     | 00734     |
| Le sankirtana, chants rituels, tambours et danses du Manipur | Inde | 2013                                         | 2013                       |                     | 00843     |
| zhusuan chinois, connaissances et pratiques du calcul mathématique au boulier | Chine | 2013                                         | 2013                       |                     | 00853     |
| La fête de commémoration de la découverte de la Véritable Sainte-Croix du Christ | Éthiopie | 2013                                         | 2013                       |                     | 00858     |
| Le colindat de groupe d'hommes, rituel de Noël | Moldavie – Roumanie | 2013                                         | 2013                       |                     | 00865     |
| Le washoku, traditions culinaires des Japonais, en particulier pour fêter le Nouvel An | Japon | 2013                                         | 2013                       |                     | 00869     |
| La méthode géorgienne de vinification à l'ancienne dans des kvevris traditionnels | Géorgie | 2013                                         | 2013                       |                     | 00870     |
| L'artisanat traditionnel du ger mongol et les coutumes associées | Mongolie | 2013                                         | 2013                       |                     | 00872     |
| Manas, Semetey, Seitek : trilogie épique kirghize | Kirghizistan | 2013                                         | 2013                       |                     | 00876     |
| La musique de Terchová (d) | Slovaquie | 2013                                         | 2013                       |                     | 00877     |
| Le xooy, une cérémonie divinatoire chez les Serer du Sénégal | Sénégal | 2013                                         | 2013                       |                     | 00878     |
| L'art traditionnel du tissage jamdani | Bangladesh | 2013                                         | 2013                       |                     | 00879     |
| Le kimjang, préparation et partage du kimchi en république de Corée | Corée du Sud | 2013                                         | 2013                       |                     | 00881     |
| La diète méditerranéenne | Chypre – Croatie – Espagne – Grèce – Italie – Maroc – Portugal | 2013                                         | 2013                       |                     | 00884     |
| Les ostensions septennales limousines | France | 2013                                         | 2013                       |                     | 00885     |
| Les pratiques et savoirs liés à l'imzad des communautés touarègues de l'Algérie, du Mali et du Niger                                                                                        | Algérie – Mali – Niger | 2013                                         | 2013                       |                     | 00891     |
| La peinture décorative de Petrykivka, expression de l'art populaire ornemental ukrainien | Ukraine | 2013                                         | 2013                       |                     | 00893     |
| La parranda de San Pedro de Guarenas et Guatire (es) | Venezuela | 2013                                         | 2013                       |                     | 00907     |
| Pujillay et Ayarichi : musiques et danses de la culture yampara | Bolivie | 2014                                         | 2014                       |                     | 00630     |
| Ebru, l'art turc du papier marbré | Turquie | 2014                                         | 2014                       |                     | 00644     |
| Le rituel et les cérémonies de la Sebeïba dans l'oasis de Djanet, Algérie | Algérie | 2014                                         | 2014                       |                     | 00665     |
| L'art et le symbolisme traditionnels du kelaghayi, fabrication et port de foulards en soie pour les femmes                                                                                  | Azerbaïdjan | 2014                                         | 2014                       |                     | 00669     |
| Le nongak, groupes de musique, danse et rituels communautaires de la république de Corée | Corée du Sud | 2014                                         | 2014                       |                     | 00717     |
| La pratique agricole traditionnelle de la culture de la « vite ad alberello » (taille de la vigne en gobelet) de la communauté de Pantelleria                                               | Italie | 2014                                         | 2014                       |                     | 00720     |
| La fabrication artisanale traditionnelle d'ustensiles en laiton et en cuivre des Thatheras de Jandiala Guru, Penjab, Inde (d)                                                               | Inde | 2014                                         | 2014                       |                     | 00845     |
| Le cercle de capoeira | Brésil | 2014                                         | 2014                       |                     | 00892     |
| Le chant traditionnel Arirang dans la république populaire démocratique de Corée | Corée du Nord | 2014                                         | 2014                       |                     | 00914     |
| La tradition du sauna à fumée en Võromaa | Estonie | 2014                                         | 2014                       |                     | 00951     |
| L'argan, pratiques et savoir-faire lies à l'arganier | Maroc | 2014                                         | 2014                       |                     | 00955     |
| La fête de la Virgen de la Candelaria de Puno (es) | Pérou | 2014                                         | 2014                       |                     | 00956     |
| Le tir aux osselets mongol (d) | Mongolie | 2014                                         | 2014                       |                     | 00959     |
| La tradition de la fabrication des tapis à Tchiprovski (d) | Bulgarie | 2014                                         | 2014                       |                     | 00965     |
| L'askiya, l'art de la plaisanterie | Ouzbékistan | 2014                                         | 2014                       |                     | 00971     |
| Le lavash : préparation, signification et aspect du pain traditionnel en tant qu'expression culturelle en Arménie                                                                           | Arménie | 2014                                         | 2014                       |                     | 00985     |
| Le baile chino (es) | Chili | 2014                                         | 2014                       |                     | 00988     |
| Danse rituelle au tambour royal | Burundi | 2014                                         | 2014                       |                     | 00989     |
| La broderie de Zmijanje | Bosnie-Herzégovine | 2014                                         | 2014                       |                     | 00990     |
| Le gwoka : musique, chants, danses et pratique culturelle représentatifs de l'identité guadeloupéenne                                                                                       | France | 2014                                         | 2014                       |                     | 00991     |
| Le savoir-faire de la culture du mastiha à l'île de Chios | Grèce | 2014                                         | 2014                       |                     | 00993     |
| La kopatchkata, danse communautaire du village de Dramtche, Pianets (en) | Macédoine du Nord | 2014                                         | 2014                       |                     | 00995     |
| L'art traditionnel kazakh du dombra kuï | Kazakhstan | 2014                                         | 2014                       |                     | 00996     |
| Connaissances et savoir-faire traditionnels liés à la fabrication des yourtes kirghizes et kazakhes (habitat nomade des peuples turciques)                                                  | Kazakhstan - Kirghizistan | 2014                                         | 2014                       |                     | 00998     |
| La tchopa, danse sacrificielle des Lomwe du sud du Malawi | Malawi | 2014                                         | 2014                       |                     | 00999     |
| Al-Zajal, poésie déclamée ou chantée | Liban | 2014                                         | 2014                       |                     | 01000     |
| Le washi, savoir-faire du papier artisanal traditionnel japonais | Japon | 2014                                         | 2014                       | remplacement        | 01001     |
| Le séga mauricien traditionnel | Maurice | 2014                                         | 2014                       |                     | 01003     |
| La sortie des masques et marionnettes de Markala | Mali | 2014                                         | 2014                       |                     | 01004     |
| Le cante alentejano, chant polyphonique de l'Alentejo (sud du Portugal) | Portugal | 2014                                         | 2014                       |                     | 01007     |
| Les chants populaires ví et giặm de Nghệ Tĩnh | Vietnam | 2014                                         | 2014                       |                     | 01008     |
| Pratiques et expressions de la parenté à plaisanterie au Niger | Niger | 2014                                         | 2014                       |                     | 01009     |
| La Slava, célébration de la fête du saint patron de la famille | Serbie | 2014                                         | 2014                       |                     | 01010     |
| Al-Ayyala, un art traditionnel du spectacle dans le Sultanat d'Oman et aux Émirats arabes unis (en)                                                                                         | Oman - Émirats arabes unis | 2014                                         | 2014                       |                     | 01012     |
| Trois genres de danse traditionnelle à Bali | Indonésie | 2015                                         | 2015                       |                     | 00617     |
| Le sbuâ, pèlerinage annuel à la zawiya Sidi El Hadj Belkacem au Gourara | Algérie | 2015                                         | 2015                       |                     | 00667     |
| L'artisanat du cuivre de Lahidj | Azerbaïdjan | 2015                                         | 2015                       |                     | 00675     |
| Le surova, festival populaire dans la région de Pernik | Bulgarie | 2015                                         | 2015                       |                     | 00968     |
| L'aitysh/aitys, art de l'improvisation | Kazakhstan - Kirghizistan | 2015                                         | 2015                       |                     | 00997     |
| Le chant épique Görogly | Turkménistan | 2015                                         | 2015                       |                     | 01028     |
| Le Fichee-Chambalaalla, festival du Nouvel an des Sidamas | Éthiopie | 2015                                         | 2015                       |                     | 01054     |
| La danse Wititi de la vallée du Colca | Pérou | 2015                                         | 2015                       |                     | 01056     |
| La tradition de la préparation du kimchi dans la république populaire démocratique de Corée                                                                                                 | Corée du Nord | 2015                                         | 2015                       |                     | 01063     |
| Le filete porteño à Buenos Aires, technique picturale traditionnelle | Argentine | 2015                                         | 2015                       |                     | 01069     |
| Les fêtes du feu du solstice d'été dans les Pyrénées | Andorre - Espagne - France | 2015                                         | 2015                       |                     | 01073     |
| Le café arabe, un symbole de générosité | Émirats arabes unis - Arabie saoudite - Oman - Qatar | 2015                                         | 2015                       |                     | 01074     |
| La culture de la cornemuse | Slovaquie | 2015                                         | 2015                       |                     | 01075     |
| Le Majlis, un espace culturel et social | Émirats arabes unis - Arabie saoudite - Oman - Qatar | 2015                                         | 2015                       |                     | 01076     |
| L'Al-Razfa, un art traditionnel du spectacle | Émirats arabes unis - Oman | 2015                                         | 2015                       |                     | 01078     |
| Les rituels et jeux de tir à la corde | Cambodge - Philippines - Corée du Sud - Vietnam | 2015                                         | 2015                       |                     | 01080     |
| Le oshituthi shomagongo, festival des fruits du marula | Namibie | 2015                                         | 2015                       |                     | 01089     |
| Les danses des garçons en Roumanie | Roumanie | 2015                                         | 2015                       |                     | 01092     |
| Les connaissances et technologies traditionnelles liées à la culture et à la transformation de la curagua                                                                                   | Venezuela | 2015                                         | 2015                       |                     | 01094     |
| Les musiques de marimba, les chants et les danses traditionnels de la région du Pacifique Sud colombien et de la province d'Esmeraldas d'Équateur                                           | Colombie - Équateur | 2010                                         | 2015                       | inscrit deux fois   | 01099     |
| Le savoir-faire artisanal tiniote du marbre | Grèce | 2015                                         | 2015                       |                     | 01103     |
| L'équitation classique et la Haute École de l'École d'équitation espagnole de Vienne | Autriche | 2015                                         | 2015                       |                     | 01106     |
| Alardah Alnajdiyah, danse, tambours et poésie d'Arabie saoudite | Arabie saoudite | 2015                                         | 2015                       |                     | 01196     |
| Les vingt-quatre périodes solaires, la connaissance en Chine du temps et les pratiques développées à travers l'observation du mouvement annuel du soleil                                    | Chine | 2016                                         | 2016                       |                     | 00647     |
| La fête des Fallas valenciennes | Espagne | 2016                                         | 2016                       |                     | 00859     |
| Le Festival international de la culture et de la pêche d'Argungu | Nigeria | 2016                                         | 2016                       |                     | 00901     |
| L'Almezmar, danse du bâton au son des tambours | Arabie saoudite | 2016                                         | 2016                       |                     | 01011     |
| L'artisanat traditionnel du çini | Turquie | 2016                                         | 2016                       |                     | 01058     |
| Yama, Hoko, Yatai, festivals de chars au Japon | Japon | 2016                                         | 2016                       | remplacement        | 01059     |
| La culture de la bière en Belgique | Belgique | 2016                                         | 2016                       |                     | 01062     |
| Les pratiques liées à la croyance viet en les déesses-mères des Trois mondes | Vietnam | 2016                                         | 2016                       |                     | 01064     |
| La culture des haenyeo (plongeuses) de l'île de Jeju | Corée du Sud | 2016                                         | 2016                       |                     | 01068     |
| Le carnaval de Granville | France | 2016                                         | 2016                       |                     | 01077     |
| Le koures au Kazakhstan | Kazakhstan | 2016                                         | 2016                       |                     | 01085     |
| La Mangal Shobhajatra du Pahela Baishakh | Bangladesh | 2016                                         | 2016                       |                     | 01091     |
| La Charrería, tradition équestre au Mexique | Mexique | 2016                                         | 2016                       |                     | 01108     |
| La fête de Khidr Elias et l'expression des vœux | Irak | 2016                                         | 2016                       |                     | 01159     |
| Nawrouz, Novruz, Nowrouz, Nowrouz, Nawrouz, Nauryz, Nooruz, Nowruz, Navruz, Nevruz, Nowruz, Navruz                                                                                          | Afghanistan – Azerbaïdjan – Inde – Iran – Irak – Kazakhstan – Kirghizistan – Pakistan – Tadjikistan – Turquie – Turkménistan – Ouzbékistan | 2009                                         | 2016                       | inscrit deux fois   | 01161     |
| La musique et la danse du merengue en République dominicaine | République dominicaine | 2016                                         | 2016                       |                     | 01162     |
| Le yoga | Inde | 2016                                         | 2016                       |                     | 01163     |
| Le Gada, système socio-politique démocratique autochtone des Oromo | Éthiopie | 2016                                         | 2016                       |                     | 01164     |
| La tradition et la culture du palov | Ouzbékistan | 2016                                         | 2016                       |                     | 01166     |
| L'artisanat traditionnel du tapis mural en Roumanie et en république de Moldova | Moldavie – Roumanie | 2016                                         | 2016                       |                     | 01167     |
| Le geetgawai, chants populaires en bhojpuri à Maurice | Maurice | 2016                                         | 2016                       |                     | 01178     |
| La culture de la fabrication et du partage de pain plat Lavash, Katyrma, Jupka, Yufka | Azerbaïdjan – Iran – Kazakhstan – Kirghizistan – Turquie | 2016                                         | 2016                       |                     | 01181     |
| La Momoeria, fêtes du Nouvel An dans huit villages de la région de Kozani, en Macédoine occidentale (Grèce)                                                                                 | Grèce | 2016                                         | 2016                       |                     | 01184     |
| La rumba à Cuba, mélange festif de musiques et de danses et toutes les pratiques associées                                                                                                  | Cuba | 2016                                         | 2016                       |                     | 01185     |
| Le tahteeb, jeu du bâton | Égypte | 2016                                         | 2016                       |                     | 01189     |
| L'Oshi Palav, plat traditionnel et ses contextes sociaux et culturels au Tadjikistan | Tadjikistan | 2016                                         | 2016                       |                     | 01191     |
| Le carnaval d'El Callao, représentation festive d'une mémoire et d'une identité culturelle                                                                                                  | Venezuela | 2016                                         | 2016                       |                     | 01198     |
| L'idée et la pratique d'intérêts communs organisés en coopératives | Allemagne | 2016                                         | 2016                       |                     | 01200     |
| La Fête des vignerons de Vevey | Suisse | 2016                                         | 2016                       |                     | 01201     |
| Le théâtre de marionnettes en Slovaquie et en Tchéquie | Slovaquie – République tchèque | 2016                                         | 2016                       |                     | 01202     |
| La représentation de la Passion à Škofja Loka | Slovénie | 2016                                         | 2016                       |                     | 01203     |
| La culture vivante des trois systèmes d'écriture de l'alphabet géorgien | Géorgie | 2016                                         | 2016                       |                     | 01205     |
| L'art du pizzaiolo napolitain | Italie | 2017                                         | 2017                       |                     | 00722     |
| L'artisanat des figurines en argile d'Estremoz | Portugal | 2017                                         | 2017                       |                     | 01279     |
| L'Hıdrellez, fête du printemps | Macédoine du Nord – Turquie | 2017                                         | 2017                       |                     | 01284     |
| L'uilleann piping | Irlande | 2017                                         | 2017                       |                     | 01264     |
| L'Al-Qatt Al-Asiri, décoration murale traditionnelle par les femmes de l'Asir (Arabie saoudite)                                                                                             | Arabie saoudite | 2017                                         | 2017                       |                     | 01261     |
| L'art de fabriquer et de jouer du kamantcheh/kamanche, instrument de musique à cordes frottées                                                                                              | Iran - Azerbaïdjan | 2017                                         | 2017                       |                     | 01286     |
| L'art traditionnel du tissage de shital pati de Sylhet | Bangladesh | 2017                                         | 2017                       |                     | 01112     |
| La fabrication des orgues et leur musique | Allemagne | 2017                                         | 2017                       |                     | 01277     |
| La Kumbh Mela | Inde | 2017                                         | 2017                       |                     | 01258     |
| La musique du khène du peuple lao | Laos | 2017                                         | 2017                       |                     | 01296     |
| La sculpture sur bois à Konjic | Bosnie-Herzégovine | 2017                                         | 2017                       |                     | 01288     |
| La tournée de maison en maison des Kurenti | Slovénie | 2017                                         | 2017                       |                     | 01278     |
| La tradition de la préparation et du partage du dolma, marqueur d'identité culturelle | Azerbaïdjan | 2017                                         | 2017                       |                     | 01188     |
| Le bài chòi, art traditionnel du Centre du Viet Nam | Vietnam | 2017                                         | 2017                       |                     | 01222     |
| Le carnaval de Bâle | Suisse | 2017                                         | 2017                       |                     | 01262     |
| Le chant à plusieurs voix de Horehronie | Slovaquie | 2017                                         | 2017                       |                     | 01266     |
| Le chant Xoan de la Province de Phú Thọ (Viet Nam) | Vietnam | 2017                                         | 2017                       |                     | 01260     |
| Le chogan, jeu équestre accompagné de musique et de contes | Iran | 2017                                         | 2017                       |                     | 01282     |
| Le kochari, danse collective traditionnelle (en) | Arménie | 2017                                         | 2017                       |                     | 01295     |
| Le kok-boru, jeu équestre traditionnel | Kirghizistan | 2017                                         | 2017                       |                     | 01294     |
| Le kolo, danse traditionnelle | Serbie | 2017                                         | 2017                       |                     | 01270     |
| Le nsima, tradition culinaire du Malawi | Malawi | 2017                                         | 2017                       |                     | 01292     |
| Le pinisi, art de la construction navale en Sulawesi du sud | Indonésie | 2017                                         | 2017                       |                     | 01197     |
| Le punto | Cuba | 2017                                         | 2017                       |                     | 01297     |
| Le rebétiko | Grèce | 2017                                         | 2017                       |                     | 01291     |
| Le rite chanté et dansé de Kushtdepdi | Turkménistan | 2017                                         | 2017                       |                     | 01259     |
| Le séga tambour de Rodrigues | Maurice | 2017                                         | 2017                       |                     | 01257     |
| Le système traditionnel des juges de l'eau de Corongo | Pérou | 2017                                         | 2017                       |                     | 01155     |
| Le Zaouli, musique et danse populaires des communautés gouro de Côte d'Ivoire | Côte d'Ivoire | 2017                                         | 2017                       |                     | 01255     |
| Les jeux traditionnels d'assyks kazakhs | Kazakhstan | 2017                                         | 2017                       |                     | 01086     |
| Les parcours rituels dans la ville de La Paz pendant l'Alasita | Bolivie | 2017                                         | 2017                       |                     | 01182     |
| Les pratiques culturelles associées au 1er Mars | Bulgarie – Macédoine du Nord – Moldavie – Roumanie | 2017                                         | 2017                       |                     | 01287     |
| Les processus et techniques artisanaux des fibres végétales pour le tissage des talcos, crinejas et pintas du chapeau pinta'o                                                               | Panama | 2017                                         | 2017                       |                     | 01272     |
| Les savoir-faire du meunier liés à l'exploitation des moulins à vent et à eau | Pays-Bas | 2017                                         | 2017                       |                     | 01265     |
| Héritage de Dede Qorqud/Korkyt Ata/Dede Korkut : la culture, les légendes populaires et la musique liées à cette épopée                                                                     | Azerbaïdjan – Kazakhstan – Turquie | 2018                                         | 2018                       |                     | 01399     |
| L'art de la construction en pierre sèche : savoir-faire et techniques | Croatie – Chypre – France – Grèce – Italie – Slovénie – Espagne – Suisse | 2018                                         | 2018                       |                     | 01393     |
| L'Alardhah du cheval et du chameau | Oman | 2018                                         | 2018                       |                     | 01359     |
| L'As-Samer en Jordanie | Jordanie | 2018                                         | 2018                       |                     | 01301     |
| La célébration en l'honneur de l'icône de Notre-Dame de Budslau (Fête de Budslau) | Biélorussie | 2018                                         | 2018                       |                     | 01387     |
| La cueillette de la germandrée sur le mont Ozren | Bosnie-Herzégovine | 2018                                         | 2018                       |                     | 01289     |
| La lutte coréenne traditionnelle (Ssirum/Ssireum) | Corée du Nord – Corée du Sud | 2018                                         | 2018                       |                     | 01533     |
| La međimurska popevka, chanson populaire traditionnelle de Međimurje | Croatie | 2018                                         | 2018                       |                     | 01396     |
| La romería, cycle rituel de pèlerinage de la Vierge de Zapopan portée en procession | Mexique | 2018                                         | 2018                       |                     | 01400     |
| Le Blaudruck/Modrotisk/ Kékfestés/Modrotlač, impression de réserves à la planche et teinture à l'indigo en Europe                                                                           | Autriche – Tchéquie – Allemagne – Hongrie – Slovaquie | 2018                                         | 2018                       |                     | 01365     |
| Le chidaoba, lutte en Géorgie | Géorgie | 2018                                         | 2018                       |                     | 01371     |
| Le Dondang Sayang | Malaisie | 2018                                         | 2018                       |                     | 01410     |
| Le hurling | Irlande | 2018                                         | 2018                       |                     | 01263     |
| Le mwinoghe, danse joyeuse | Malawi | 2018                                         | 2018                       |                     | 01293     |
| Le reggae de Jamaïque | Jamaïque | 2018                                         | 2018                       |                     | 01398     |
| Les bains médicinaux Lum de la Sowa Rigpa, connaissances et pratiques du peuple tibétain en Chine concernant la vie, la santé et la prévention et le traitement des maladies                | Chine | 2018                                         | 2018                       |                     | 01386     |
| Les expressions rituelles et festives de la culture congo | Panama | 2018                                         | 2018                       |                     | 01383     |
| Les parrandas, fêtes du centre de Cuba | Cuba | 2018                                         | 2018                       |                     | 01405     |
| Les Raiho-shin, visites rituelles de divinités masquées et costumées | Japon | 2018                                         | 2018                       | remplacement        | 01271     |
| Les rites festifs traditionnels printaniers des éleveurs de chevaux kazakhs | Kazakhstan | 2018                                         | 2018                       |                     | 01402     |
| Les savoir-faire liés au parfum en Pays de Grasse : la culture de la plante à parfum, la connaissance des matières premières naturelles et leur transformation, l'art de composer le parfum | France | 2018                                         | 2018                       |                     | 01207     |
| Le yalli (kochari, tenzere), danses collectives traditionnelles du Nakhtchivan | Azerbaïdjan | 2017                                         | 2018                       |                     | 01190     |
| Le kwagh-hir, représentation théâtrale | Nigeria | 2019                                         | 2019                       |                     | 00683     |
| Gnaoua | Maroc | 2019                                         | 2019                       |                     | 01170     |
| Le procédé traditionnel de préparation de l'aïrag dans un khokhuur et les coutumes associées                                                                                                | Mongolie | 2019                                         | 2019                       |                     | 01172     |
| La fête du pardon célestinien | Italie | 2019                                         | 2019                       |                     | 01276     |
| L'« hatajo de negritos » et l'« hatajo de pallitas » de la côte sud-centrale du Pérou | Pérou | 2019                                         | 2019                       |                     | 01309     |
| Le lazgi, danse de Khorezm (uz) | Ouzbékistan | 2019                                         | 2019                       |                     | 01364     |
| L'Ommegang de Bruxelles, cortège historique et fête populaire annuels | Belgique | 2019                                         | 2019                       |                     | 01366     |
| Le tir à l'arc traditionnel turc | Turquie | 2019                                         | 2019                       |                     | 01367     |
| Les pratiques et l'artisanat associés à la rose damascène à Al-Mrah | Syrie | 2019                                         | 2019                       |                     | 01369     |
| Les pratiques du then par les groupes ethniques Tày, Nùng et Thái au Viet Nam | Vietnam | 2019                                         | 2019                       |                     | 01379     |
| Le nuad thai, massage thaïlandais traditionnel | Thaïlande | 2019                                         | 2019                       |                     | 01384     |
| La festivité de la Santísima Trinidad del Señor Jesús del Gran Poder de la ville de La Paz                                                                                                  | Bolivie | 2019                                         | 2019                       |                     | 01389     |
| Les traditions du pencak silat | Indonésie | 2019                                         | 2019                       |                     | 01391     |
| La pratique de la musique et de la danse traditionnelles au Setesdal, jouer de la musique, danser et chanter (stev/stevjing)                                                                | Norvège | 2019                                         | 2019                       |                     | 01432     |
| La tradition des céramiques peintes de Kossiv | Ukraine | 2019                                         | 2019                       |                     | 01456     |
| Processions de la Semaine sainte à Mendrisio | Suisse | 2019                                         | 2019                       |                     | 01460     |
| La pratique de la harpe irlandaise | Irlande | 2019                                         | 2019                       |                     | 01461     |
| Processus de fabrication de la talavera artisanale de Puebla et de Tlaxcala (Mexique) et de la céramique de Talavera de la Reina et d'El Puente del Arzobispo (Espagne)                     | Mexique – Espagne | 2019                                         | 2019                       |                     | 01462     |
| Les fêtes de l'hiver, le carnaval de Podence | Portugal | 2019                                         | 2019                       |                     | 01463     |
| La morna, pratique musicale de Cabo Verde | Cap-Vert | 2019                                         | 2019                       |                     | 01469     |
| La transhumance, déplacement saisonnier de troupeaux le long des routes migratoires en Méditerranée et dans les Alpes                                                                       | Autriche – Grèce – Italie | 2019                                         | 2019                       |                     | 01470     |
| L'alpinisme | France – Italie – Suisse | 2019                                         | 2019                       |                     | 01471     |
| Les services et l'hospitalité offerts pendant la visite de l'Arba'in | Irak | 2019                                         | 2019                       |                     | 01474     |
| Drotárstvo, art et artisanat à partir de fil de fer | Slovaquie | 2019                                         | 2019                       |                     | 01478     |
| L'art traditionnel de la fabrication des tapis turkmènes au Turkménistan | Turkménistan | 2019                                         | 2019                       |                     | 01486     |
| L'Épiphanie éthiopienne | Éthiopie | 2019                                         | 2019                       |                     | 01491     |
| Les savoir-faire traditionnels liés à la fabrication et à la pratique du dotâr | Iran | 2019                                         | 2019                       |                     | 01492     |
| L'artisanat de l'ak-kalpak, connaissances et savoir-faire traditionnels liés à la fabrication et au port du chapeau masculin kirghiz                                                        | Kirghizistan | 2019                                         | 2019                       |                     | 01496     |
| Le 'ie Samoa, ou natte fine, et sa valeur culturelle | Samoa | 2019                                         | 2019                       |                     | 01499     |
| Le silat | Malaisie | 2019                                         | 2019                       |                     | 01504     |
| Le chant byzantin | Chypre – Grèce | 2019                                         | 2019                       |                     | 01508     |
| Les connaissances, savoir-faire, traditions et pratiques associés au palmier dattier | Bahreïn – Égypte – Irak – Jordanie – Koweït – Mauritanie – Maroc – Oman – Palestine – Arabie saoudite – Soudan – Tunisie – Émirats arabes unis – Yémen | 2019                                         | 2019                       |                     | 01509     |
| Le complexe culturel du bumba-meu-boi du Maranhão | Brésil | 2019                                         | 2019                       |                     | 01510     |
| L'écriture arménienne et ses expressions culturelles | Arménie | 2019                                         | 2019                       |                     | 01513     |
| La musique et la danse de la bachata dominicaine | République dominicaine | 2019                                         | 2019                       |                     | 01514     |
| Le taijiquan | Chine | 2020                                         | 2020                       |                     | 00424     |
| Les chevaux du vin | Espagne | 2020                                         | 2020                       |                     | 00860     |
| Le Yeondeunghoe, fête des lanternes en république de Corée | Corée du Sud | 2020                                         | 2020                       |                     | 00882     |
| La fabrication de la poterie de Zlakusa, poterie au tour manuel dans le village de Zlakusa                                                                                                  | Serbie | 2020                                         | 2020                       |                     | 01466     |
| Le Nar Bayrami, fête traditionnelle de la grenade et sa culture | Azerbaïdjan | 2020                                         | 2020                       |                     | 01511     |
| La tradition du concours de fauchage d'herbe à Kupres | Bosnie-Herzégovine | 2020                                         | 2020                       |                     | 01512     |
| L'art de fabriquer et de jouer la mbira/sanza, lamellophone traditionnel au Malawi et au Zimbabwe                                                                                           | Malawi – Zimbabwe | 2020                                         | 2020                       |                     | 01541     |
| La fabrication artisanale de décorations d'arbres de Noël en perles de verre soufflé | Tchéquie | 2020                                         | 2020                       |                     | 01559     |
| Les savoir-faire en mécanique horlogère et mécanique d'art | Suisse – France | 2020                                         | 2020                       |                     | 01560     |
| La pêche à la charfiya aux îles Kerkennah | Tunisie | 2020                                         | 2020                       |                     | 01566     |
| La danse budima | Zambie | 2020                                         | 2020                       |                     | 01567     |
| La culture des hawkers à Singapour, les pratiques culinaires et de restauration en communauté dans un contexte urbain multiculturel                                                         | Singapour | 2020                                         | 2020                       |                     | 01568     |
| Le pèlerinage au monastère de l'apôtre Saint Thaddée | Iran – Arménie | 2020                                         | 2020                       |                     | 01571     |
| La culture apicole dans les arbres | Pologne – Biélorussie | 2020                                         | 2020                       |                     | 01573     |
| La course de dromadaires, pratique sociale et patrimoine festif associés aux dromadaires | Émirats arabes unis – Oman | 2020                                         | 2020                       |                     | 01576     |
| Al aflaj, système traditionnel d'irrigation aux EAU, traditions orales, connaissances et savoir-faire liés à sa construction, à son entretien et à la distribution équitable de l'eau       | Émirats arabes unis | 2020                                         | 2020                       |                     | 01577     |
| Le ftira, art culinaire et culture du pain plat au levain à Malte | Malte | 2020                                         | 2020                       |                     | 01580     |
| L'art musical des sonneurs de trompe, une technique instrumentale liée au chant, à la maîtrise du souffle, au vibrato, à la résonance des lieux et à la convivialité                        | France – Belgique – Luxembourg – Italie | 2020                                         | 2020                       |                     | 01581     |
| Le tissage traditionnel Al Sadu | Arabie saoudite – Koweït | 2020                                         | 2020                       |                     | 01586     |
| L'art de la perle de verre | Italie – France | 2020                                         | 2020                       |                     | 01591     |
| La culture du sauna en Finlande | Finlande | 2020                                         | 2020                       |                     | 01596     |
| Le jeu traditionnel d'intelligence et de stratégie: Togyzqumalaq, Toguz Korgool, Mangala/Göçürme                                                                                            | Kazakhstan – Kirghizistan – Turquie | 2020                                         | 2020                       |                     | 01597     |
| L'art de la miniature | Azerbaïdjan – Iran – Turquie – Ouzbékistan | 2020                                         | 2020                       |                     | 01598     |
| Le chamamé | Argentine | 2020                                         | 2020                       |                     | 01600     |
| Les savoirs, savoir-faire et pratiques liés à la production et à la consommation du couscous                                                                                                | Algérie – Mauritanie – Maroc – Tunisie | 2020                                         | 2020                       |                     | 01602     |
| Les pratiques et connaissances traditionnelles liées au terere, boisson guaraní ancestrale au Paraguay, dans la culture du pohã ñana                                                        | Paraguay | 2020                                         | 2020                       |                     | 01603     |
| La cérémonie Ong Chun/Wangchuan/Wangkang, les rituels et les pratiques associées pour entretenir le lien durable entre l'homme et l'océan                                                   | Chine – Malaisie | 2020                                         | 2020                       |                     | 01608     |
| Le pantun | Indonésie – Malaisie | 2020                                         | 2020                       |                     | 01613     |
| Les savoir-faire, les techniques et les connaissances traditionnels liés à la conservation et à la transmission de l'architecture en bois au Japon                                          | Japon | 2020                                         | 2020                       |                     | 01618     |
| La Durga Puja à Calcutta | Inde | 2021                                         | 2021                       |                     | 00703     |
| Le chant à plusieurs voix visoko de Dolen et Satovtcha, Bulgarie du Sud-Ouest | Bulgarie | 2021                                         | 2021                       |                     | 00967     |
| La recherche et le cavage de truffes en Italie, connaissances et pratiques traditionnelles                                                                                                  | Italie | 2021                                         | 2021                       |                     | 01395     |
| La grande fête de Tarija | Bolivie | 2021                                         | 2021                       |                     | 01477     |
| La tbourida | Maroc | 2021                                         | 2021                       |                     | 01483     |
| Le songket | Malaisie | 2021                                         | 2021                       |                     | 01505     |
| Les valeurs, connaissances, coutumes et pratiques du peuple awajún liées à la poterie | Pérou | 2021                                         | 2021                       |                     | 01557     |
| La fabrication artisanale du dutar et l'art de pratiquer la musique traditionnelle associée au chant                                                                                        | Turkménistan | 2021                                         | 2021                       |                     | 01565     |
| L'art de la danse xòe du peuple tai au Viet Nam | Vietnam | 2021                                         | 2021                       |                     | 01575     |
| L'al-Qudoud al-Halabiya | Syrie | 2021                                         | 2021                       |                     | 01578     |
| Le nora, drame dansé dans le sud de la Thaïlande | Thaïlande | 2021                                         | 2021                       |                     | 01587     |
| Les joutes sur échasses de Namur | Belgique | 2021                                         | 2021                       |                     | 01590     |
| L'ornek, un ornement des Tatars de Crimée et les savoirs connexes | Ukraine | 2021                                         | 2021                       |                     | 01601     |
| Les fêtes communautaires à Campo Maior | Portugal | 2021                                         | 2021                       |                     | 01604     |
| Le gamelan | Indonésie | 2021                                         | 2021                       |                     | 01607     |
| Les danses et expressions associées à la Fête-Dieu | Panama | 2021                                         | 2021                       |                     | 01612     |
| Le L-Għana, une tradition du chant populaire maltais (en) | Malte | 2021                                         | 2021                       |                     | 01681     |
| Le cycle des festivités autour de la vénération et du culte de Saint Jean-Baptiste | Venezuela | 2021                                         | 2021                       |                     | 01682     |
| La pratique du violon à Kaustinen et les pratiques et expressions connexes | Finlande | 2021                                         | 2021                       |                     | 01683     |
| Hüsn-i Hat, la calligraphie traditionnelle dans l'art islamique en Turquie | Turquie | 2021                                         | 2021                       |                     | 01684     |
| Les traditions nordiques des bateaux à clins | Danemark – Finlande – Islande – Norvège – Suède | 2021                                         | 2021                       |                     | 01686     |
| Le moutya | Seychelles | 2021                                         | 2021                       |                     | 01690     |
| Les savoir-faire traditionnels relatifs à la fabrication de Dumbara Ratā Kalāla | Sri Lanka | 2021                                         | 2021                       |                     | 01693     |
| Les savoir-faire artisanaux et artistiques traditionnels relatifs à l'Al-Naoor | Irak | 2021                                         | 2021                       |                     | 01694     |
| Le chant et la danse du tambour des Inuits | Danemark | 2021                                         | 2021                       |                     | 01696     |
| Le pasillo, chant et poésie | Équateur | 2021                                         | 2021                       |                     | 01702     |
| L'art du bakhshi | Ouzbékistan | 2021                                         | 2021                       |                     | 01706     |
| La culture du corso, défilés de fleurs et de fruits aux Pays-Bas | Pays-Bas | 2021                                         | 2021                       |                     | 01707     |
| La fauconnerie, un patrimoine humain vivant | Émirats arabes unis – Autriche – Belgique – Croatie – République tchèque – France – Allemagne – Hongrie – Irlande – Italie – Kazakhstan – Corée du Sud – Kirghizistan – Mongolie – Maroc – Pays-Bas – Pakistan – Pologne – Portugal – Qatar – Arabie saoudite – Slovaquie – Espagne – Syrie | 2010                                         | 2021                       | inscrit quatre fois | 01708     |
| La rumba congolaise | République du Congo – République démocratique du Congo | 2021                                         | 2021                       |                     | 01711     |
| La calligraphie arabe : connaissances, compétences et pratiques | Arabie saoudite – Algérie – Bahreïn – Égypte – Irak – Jordanie – Koweït – Liban – Mauritanie – Maroc – Oman – Palestine – Soudan – Tunisie – Émirats arabes unis – Yémen | 2021                                         | 2021                       |                     | 01718     |
| L'art de la broderie en Palestine, pratiques, compétences, connaissances et rituels | Palestine | 2021                                         | 2021                       |                     | 01722     |
| Le falak (en) | Tadjikistan | 2021                                         | 2021                       |                     | 01725     |
| Le patrimoine culturel de la Marine des Bouches de Kotor, représentation festive d'une mémoire et d'une identité culturelle                                                                 | Monténégro | 2021                                         | 2021                       |                     | 01727     |
| Le Kabary malagasy, art oratoire malagasy | Madagascar | 2021                                         | 2021                       |                     | 01741     |
| La tradition des tapis de fleurs pour les processions de la Fête-Dieu | Pologne | 2021                                         | 2021                       |                     | 01743     |
| Le fjiri | Bahreïn | 2021                                         | 2021                       |                     | 01747     |
| Le ceebu jën, art culinaire du Sénégal | Sénégal | 2021                                         | 2021                       |                     | 01748     |
| Yaldā/Chella | Iran – Afghanistan | 2022                                         | 2022                       |                     | 01877     |
| Le raï, chant populaire d'Algérie | Algérie | 2022                                         | 2022                       |                     | 01894     |
| Les fêtes de l’Ours dans les Pyrénées | Andorre – France | 2022                                         | 2022                       |                     | 01846     |
| Les traditions d'élevage des chevaux Lipizzan | Autriche – Bosnie-Herzégovine – Croatie – Hongrie – Italie – Roumanie – Slovaquie – Slovénie | 2022                                         | 2022                       |                     | 01687     |
| La culture du pehlevanliq : jeux, sports et lutte traditionnels de zorkhana | Azerbaïdjan | 2022                                         | 2022                       |                     | 01703     |
| Le tressage de la paille au Bélarus : art, artisanat et savoir-faire | Biélorussie | 2022                                         | 2022                       |                     | 01889     |
| Le kun lbokator, un art martial traditionnel au Cambodge | Cambodge | 2022                                         | 2022                       |                     | 01868     |
| Les techniques traditionnelles de transformation du thé et les pratiques sociales associées en Chine                                                                                        | Chine | 2022                                         | 2022                       |                     | 01884     |
| Le système ancestral de connaissances des quatre peuples autochtones arhuaco, kankuamo, kogi et wiwa de la Sierra Nevada de Santa Marta                                                     | Colombie | 2022                                         | 2022                       |                     | 01886     |
| Les fêtes de la Saint-Tryphon et le kolo (danse en cercle) de la Saint-Tryphon, traditions des Croates de la Boka Kotorska (baie de Kotor) vivant en république de Croatie                  | Croatie | 2022                                         | 2022                       |                     | 01891     |
| Le savoir-faire des maîtres du rhum léger | Cuba | 2022                                         | 2022                       |                     | 01724     |
| La coutume du raengmyon de Pyongyang | Corée du Nord | 2022                                         | 2022                       |                     | 01695     |
| Les festivités associées au voyage de la Sainte Famille en Égypte | Égypte | 2022                                         | 2022                       |                     | 01700     |
| Les savoir-faire artisanaux et la culture de la baguette de pain | France | 2022                                         | 2022                       |                     | 01883     |
| La pratique de la danse moderne en Allemagne | Allemagne | 2022                                         | 2022                       |                     | 01858     |
| Le radelage | Autriche – Tchéquie – Allemagne – Lettonie – Pologne – Espagne | 2022                                         | 2022                       |                     | 01866     |
| Les fêtes du 15 août (Dekapentavgoustos) dans deux communautés montagnardes du nord de la Grèce : Tranos Choros (la grande danse) à Vlásti et le Festival de Syrráko                        | Grèce | 2022                                         | 2022                       |                     | 01726     |
| La Semaine sainte au Guatemala | Guatemala | 2022                                         | 2022                       |                     | 01854     |
| La tradition de l'ensemble à cordes hongrois | Hongrie | 2022                                         | 2022                       |                     | 01730     |
| La fabrication et la pratique de l'oud | Iran – Syrie | 2022                                         | 2022                       |                     | 01876     |
| Les Furyu-odori, danses rituelles imprégnées des espoirs et prières de la population (ja)                                                                                                   | Japon | 2022                                         | 2022                       |                     | 01701     |
| Al-Mansaf en Jordanie, un banquet festif et ses significations sociales et culturelles | Jordanie | 2022                                         | 2022                       |                     | 01849     |
| L'ortéké, un art du spectacle traditionnel au Kazakhstan : danse, marionnettes et musique (ru)                                                                                              | Kazakhstan | 2022                                         | 2022                       |                     | 01878     |
| Al-Khanjar, compétences artisanales et pratiques sociales | Oman | 2022                                         | 2022                       |                     | 01844     |
| Le talchum, danse théâtrale masquée en république de Corée | Corée du Sud | 2022                                         | 2022                       |                     | 01742     |
| L'art de la blouse traditionnelle avec broderie sur l'épaule (altiţă), élément de l'identité culturelle en Roumanie et en république de Moldova                                             | Roumanie – République de Moldova | 2022                                         | 2022                       |                     | 01861     |
| Alheda'a, traditions orales de l'appel des troupeaux de dromadaires | Arabie saoudite – Oman – Émirats arabes unis | 2022                                         | 2022                       |                     | 01717     |
| Les connaissances, savoir-faire, traditions et pratiques associés au palmier dattier | Émirats arabes unis – Bahreïn – Égypte – Irak – Jordanie – Koweït – Mauritanie – Maroc – Oman – Palestine – Qatar – Arabie saoudite – Soudan – Tunisie – Yémen | 2019                                         | 2022                       |                     | 01902     |
| Les connaissances et les pratiques liées à la culture du café Khawlani | Arabie saoudite | 2022                                         | 2022                       |                     | 01863     |
| Les pratiques sociales et les connaissances liées à la préparation et à l'utilisation de l'eau-de-vie traditionnelle de prunes (šljivovica)                                                 | Serbie | 2022                                         | 2022                       |                     | 01882     |
| La culture apicole en Slovénie, un mode de vie | Slovénie | 2022                                         | 2022                       |                     | 01857     |
| La sonnerie manuelle des cloches | Espagne | 2022                                         | 2022                       |                     | 01873     |
| La harissa, savoirs, savoir-faire et pratiques culinaires et sociales | Tunisie | 2022                                         | 2022                       |                     | 01710     |
| La culture du çay (thé) : un symbole d'identité, d'hospitalité et d'interaction sociale | Azerbaïdjan – Turquie | 2022                                         | 2022                       |                     | 01685     |
| La sériciculture et la production traditionnelle de soie pour tissage | Afghanistan – Azerbaïdjan – Iran – Turquie – Tadjikistan – Turkménistan – Ouzbékistan | 2022                                         | 2022                       |                     | 01890     |
| La tradition du récit des anecdotes de Nasreddin Hodja / Molla Nesreddin / Molla Ependi / Apendi / Afendi Kozhanasyr / Nasriddin Afandi                                                     | Azerbaïdjan – Kazakhstan – Kirghizistan – Tadjikistan – Turquie – Turkménistan – Ouzbékistan | 2022                                         | 2022                       |                     | 01705     |
| Al talli, savoir-faire traditionnels de la broderie aux Émirats arabes unis | Émirats arabes unis | 2022                                         | 2022                       |                     | 01712     |
| La danse kalela | Zambie | 2022                                         | 2022                       |                     | 01698     |
| Al-man'ouché, une pratique culinaire emblématique au Liban | Liban | 2023                                         | 2023                       |                     | 02000     |
| Ch'utillos, la fête de Saint Barthélemy et de Saint Ignace de Loyola : la rencontre des cultures à Potosí (es)                                                                              | Bolivie | 2023                                         | 2023                       |                     | 01958     |
| Connaissances, techniques et savoir-faire du verre artisanal | Tchéquie – Finlande – France – Allemagne – Hongrie – Espagne | 2023                                         | 2023                       |                     | 01961     |
| L'irrigation traditionnelle : connaissance, technique et organisation | Autriche – Belgique – Allemagne – Italie – Luxembourg – Pays-Bas – Suisse | 2023                                         | 2023                       |                     | 01979     |
| L'art de l'élevage du cheval Akhal-Teke et les traditions des ornements pour chevaux | Turkménistan | 2023                                         | 2023                       |                     | 01978     |
| L'art de l'enluminure : Təzhib/Tazhib/ Zarhalkori/Tezhip/ Naqqoshlik | Azerbaïdjan – Iran – Tadjikistan – Turquie – Ouzbékistan | 2023                                         | 2023                       |                     | 01981     |
| L'artisanat et l'art de jouer du balaban/mey | Azerbaïdjan – Turquie | 2023                                         | 2023                       |                     | 01704     |
| L'artisanat et les arts traditionnels de la construction liés au mudhif | Irak | 2023                                         | 2023                       |                     | 01950     |
| L'artisanat traditionnel du tissage du motif naga dans les communautés lao | Laos | 2023                                         | 2023                       |                     | 01973     |
| L'elechek, la coiffe des femmes kirghizes : rituels et connaissances traditionnels (en) | Kirghizistan | 2023                                         | 2023                       |                     | 01985     |
| L'Iftar/Eftari/Iftar/Iftor et ses traditions socioculturelles | Azerbaïdjan – Iran – Turquie – Ouzbékistan | 2023                                         | 2023                       |                     | 01984     |
| La célébration du Sadeh/Sada | Iran – Tadjikistan | 2023                                         | 2023                       |                     | 01713     |
| La construction traditionnelle de bateaux en bois à Carriacou et à la Petite Martinique | Grenade | 2023                                         | 2023                       |                     | 01893     |
| La culture du bien-être lié au jamu (en) | Indonésie | 2023                                         | 2023                       |                     | 01972     |
| La dabkeh, danse traditionnelle en Palestine | Palestine | 2023                                         | 2023                       |                     | 01998     |
| La fabrication des sodai en paille en Lituanie (d) | Lituanie | 2023                                         | 2023                       |                     | 01987     |
| La festa villageoise maltaise, une célébration communautaire annuelle | Malte | 2023                                         | 2023                       |                     | 01871     |
| La fête de shuwalid | Éthiopie | 2023                                         | 2023                       |                     | 01845     |
| La maïeutique : connaissances, savoir-faire et pratiques | Colombie – Chypre – Allemagne – Kirghizistan – Luxembourg – Nigeria – Slovénie – Togo | 2023                                         | 2023                       |                     | 01968     |
| La polonaise, danse polonaise traditionnelle | Pologne | 2023                                         | 2023                       |                     | 01982     |
| La pratique du chant lyrique en Italie | Italie | 2023                                         | 2023                       |                     | 01980     |
| La procession et les célébrations de la naissance du prophète Mahomet au Soudan | Soudan | 2023                                         | 2023                       |                     | 01896     |
| La tradition de la ferronnerie à Gyumri | Arménie | 2023                                         | 2023                       |                     | 01967     |
| La Transhumance, déplacement saisonnier de troupeaux | Albanie – Andorre – Autriche – Croatie – France – Grèce – Italie – Luxembourg – Roumanie – Espagne | 2023                                         | 2023                       |                     | 01964     |
| Le boléro, identité, émotion et poésie en chanson | Cuba – Mexique | 2023                                         | 2023                       |                     | 01990     |
| Le carnaval d'été de Rotterdam | Pays-Bas | 2023                                         | 2023                       |                     | 01870     |
| Le festival de Sango, Oyo | Nigeria | 2023                                         | 2023                       |                     | 01974     |
| Le garba du Gujarat | Inde | 2023                                         | 2023                       |                     | 01962     |
| Le Hiragasy, art du spectacle des Hautes terres Centrales de Madagascar | Madagascar | 2023                                         | 2023                       |                     | 01740     |
| Le Junkanoo | Bahamas | 2023                                         | 2023                       |                     | 01988     |
| Le Malhoun, un art poético-musical populaire | Maroc | 2023                                         | 2023                       |                     | 01592     |
| Le Nguon, rituels de gouvernance et expressions associées dans la communauté Bamoun | Cameroun | 2023                                         | 2023                       |                     | 01955     |
| Le plat harees : savoir, savoir-faire et pratiques | Émirats arabes unis – Oman – Arabie saoudite | 2023                                         | 2023                       |                     | 01744     |
| Le savoir-faire lié à l'incrustation de nacre | Azerbaïdjan – Turquie | 2023                                         | 2023                       |                     | 01874     |
| Le tissage à la main de la piña des Aklanons | Philippines | 2023                                         | 2023                       |                     | 01564     |
| Les arts de la céramique en Ouzbékistan | Ouzbékistan | 2023                                         | 2023                       |                     | 01989     |
| Les arts, savoir-faire et pratiques associés à la gravure sur métaux (or, argent et cuivre)                                                                                                 | Irak – Algérie – Égypte – Mauritanie – Maroc – Palestine – Arabie saoudite – Soudan – Tunisie – Yémen | 2023                                         | 2023                       |                     | 01951     |
| Les connaissances et savoir-faire traditionnels liés à la fabrication des tissus atlas et adras                                                                                             | Tadjikistan | 2023                                         | 2023                       |                     | 01484     |
| Les pratiques et significations associées à la préparation et à la consommation du ceviche, une expression de la cuisine traditionnelle péruvienne                                          | Pérou | 2023                                         | 2023                       |                     | 01952     |
| Les rickshaws et la peinture sur rickshaw à Dhaka | Bangladesh | 2023                                         | 2023                       |                     | 01589     |
| Les savoir-faire traditionnels liés au tissage du pagne en Côte d'Ivoire | Côte d'Ivoire | 2023                                         | 2023                       |                     | 01949     |
| Mahadra, système communautaire de transmission des savoirs traditionnels et des expressions orales                                                                                          | Mauritanie | 2023                                         | 2023                       |                     | 01960     |
| Saison d'alpage | Suisse | 2023                                         | 2023                       |                     | 01966     |
| Sona, dessins et figures géométriques sur le sable | Angola | 2023                                         | 2023                       |                     | 01994     |
| Songkran en Thaïlande, la fête du Nouvel An thaïlandais traditionnel | Thaïlande | 2023                                         | 2023                       |                     | 01719     |
| Le pysanka, tradition et art ukrainiens de décorer des œufs | Ukraine – Estonie |                                              | 2024                       |                     | 02134     |

## Éléments inscrits  puis retirés de la liste
| Intitulé officiel   | Pays     | Date de proclamation ou première inscription | Date de retrait | Note | Référence |
| ------------------- | -------- | -------------------------------------------- | --------------- | ---- | --------- |
| Le carnaval d'Alost | Belgique | 2010                                         | 2019            |      | 00402     |

## Galerie

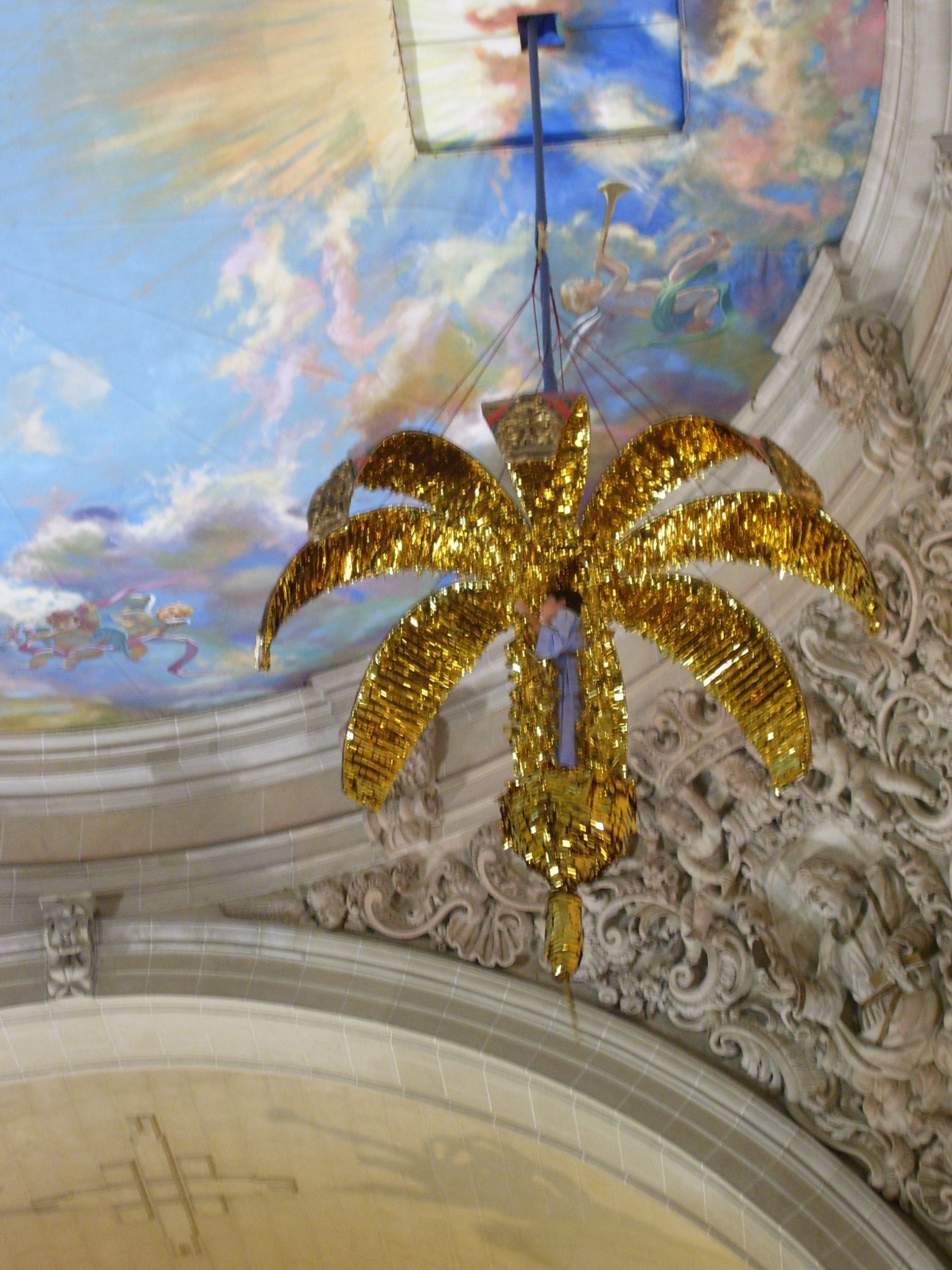
Le Mystère d'Elche en Espagne.
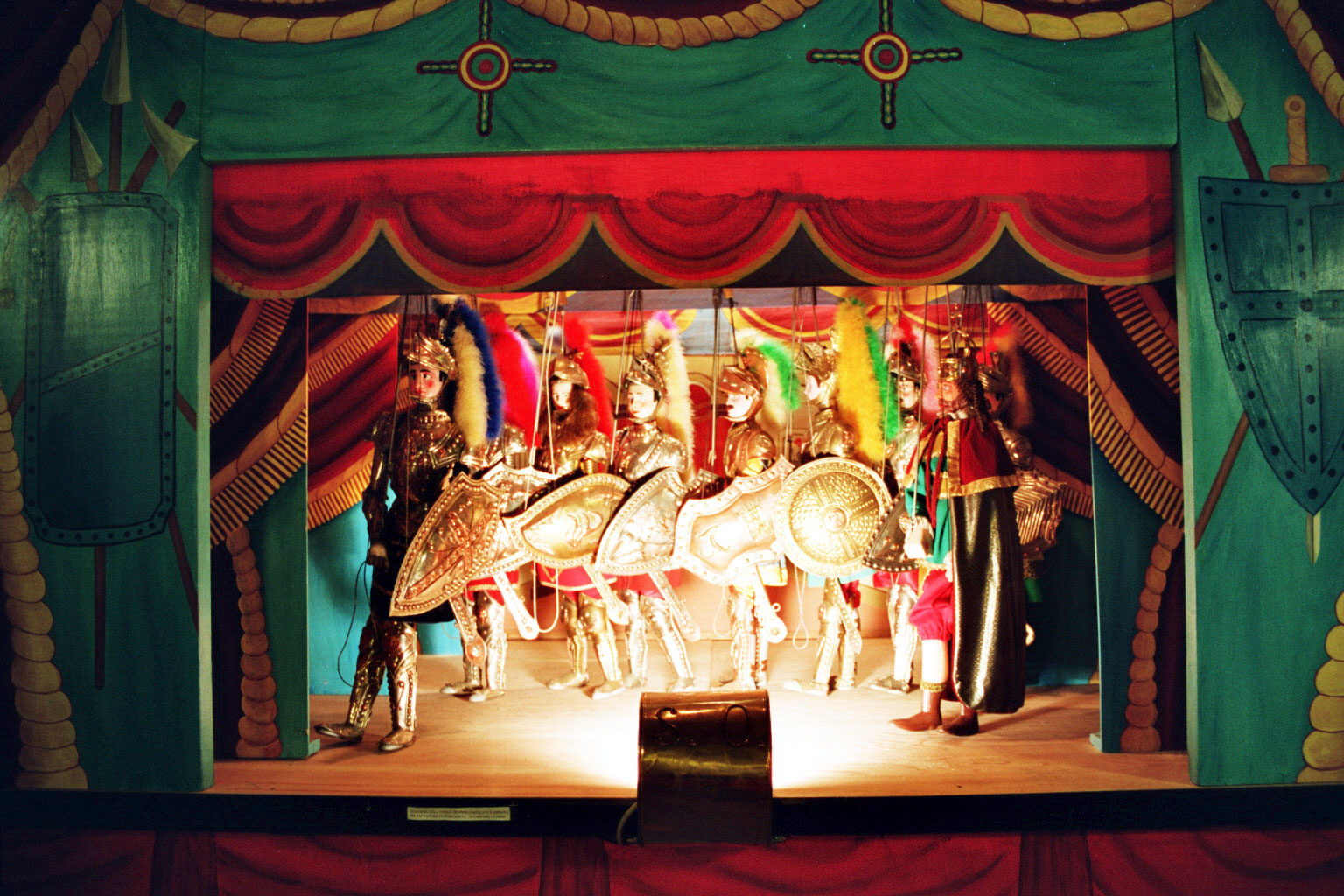
Le théâtre de marionnettes sicilien Opera dei Pupi en Italie.
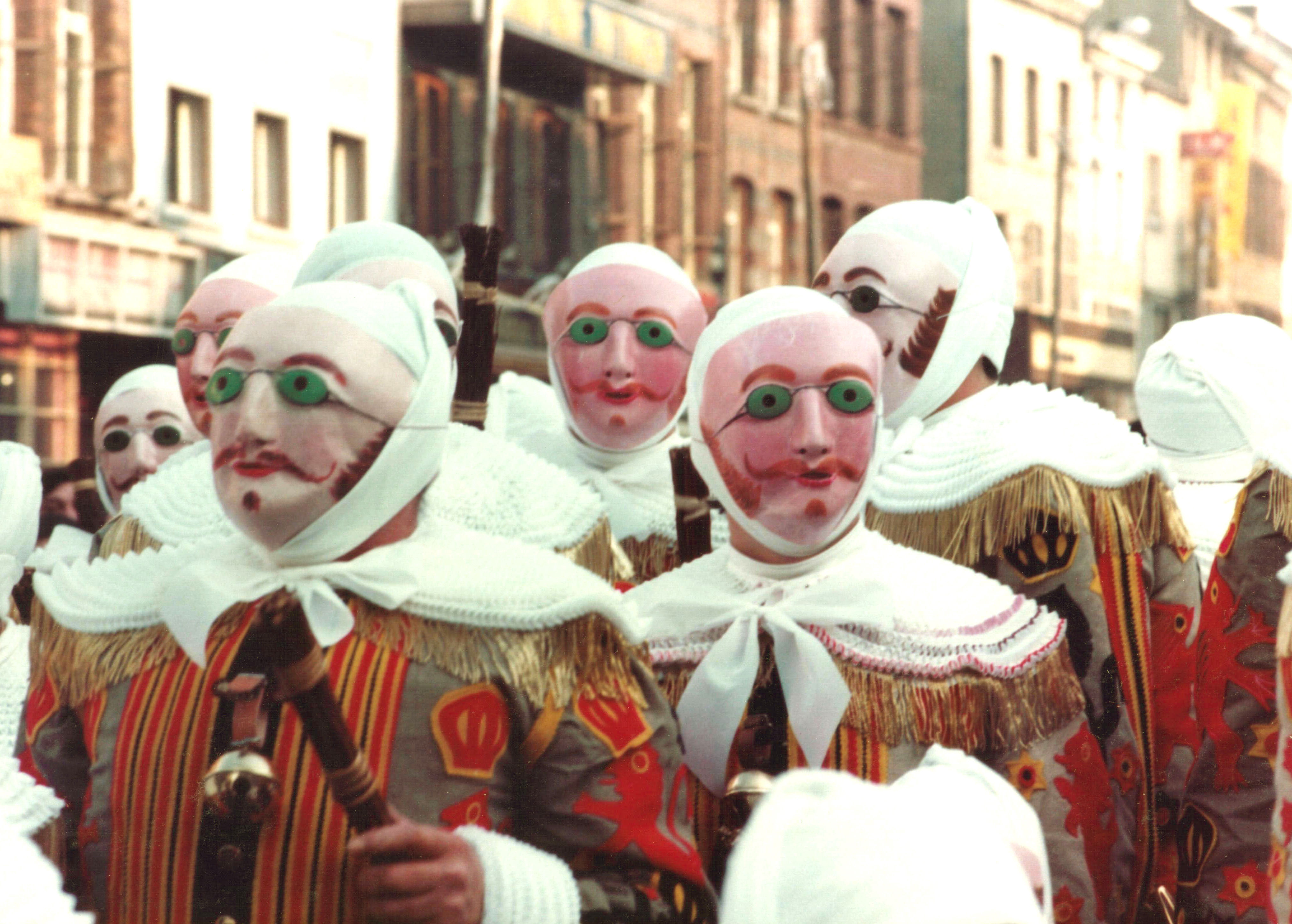
Le carnaval de Binche en Belgique est reconnu depuis 2003.

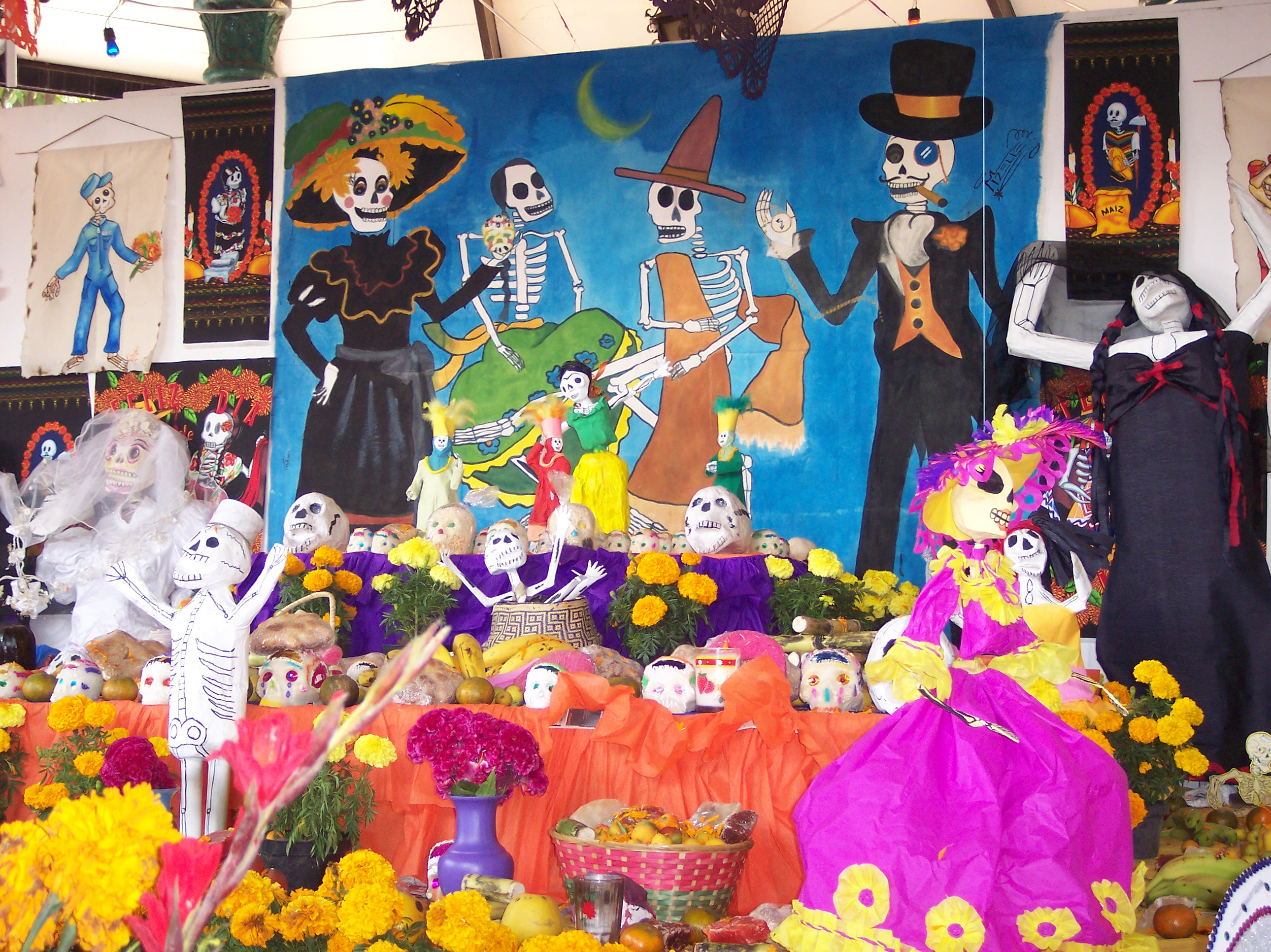
Les fêtes indigènes dédiées aux morts à Xochimilco, Mexico.
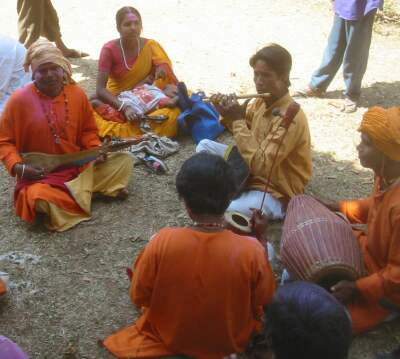
Les chants Bâuls du Bangladesh.
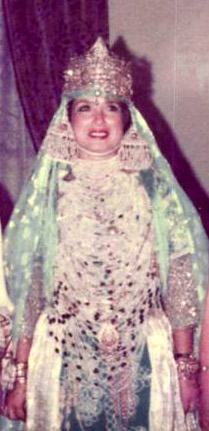
Chedda de Tlemcen, Algérie.